# Подземная ловушка
«Подземная ловушка» (англ. Caved In: Prehistoric Terror) — американский телевизионный фильм ужасов 2006 года режиссёра Ричарда Пепина.

## Сюжет
Маститый спелеолог-проводник Джон Палмер наконец-то решил отдохнуть от своей и без того сложной работы и отправиться вместе со своей семьёй в Грецию. Однако на Джона, желая воспользоваться его профессиональными услугами, вскоре выходят некто Марсель и София. Клиенты желают за весьма внушительную сумму спуститься в заброшенные шахты, расположенные в Альпах. Помимо этого, чтобы не оставлять семью Джона в одиночестве, Марсель предлагает им занять расположенный возле гор большой дом, с которого открывается вид на озеро (настоящего владельца дома, ввиду того, что тот не хотел продавать своё имущество, группа людей во главе с Марселем утопила, предварительно отрезав ему руку). Джон понимает, что причиной столь решительного желания спуститься в эти пещеры вовсе не является желание узнать поподробнее о местных легенд, сложившихся вокруг этих пещер, но решает качественно сделать свою работу и не вникать в подробности. Реальной же причиной спуска группы людей в пещеры является желание найти там изумруды, так как шахты ранее служили именно для этих целей.
Однако, по мере спуска людей в пещеры, выясняются, что в них обитают огромные доисторические жуки.

## В ролях
| Актёр              | Роль           |
| ------------------ | -------------- |
| Кристофер Аткинс   | Джон Палмер    |
| Колм Мини          | Винсент        |
| Анджела Фезерстоун | Саманта Палмер |
| Моника Бырлэдяну   | София          |
| Дэвид Палффи       | Марсель        |
| Челан Симмонс      | Эмили Палмер   |